# Lëbushë
Lëbushë (serbiska: Ljubuša, Љубуша, albanska: Lpushë, Lubushë, serbiska: Ljebuše, albanska: Lëbusha) är en ort i Kosovo. Den ligger i den västra delen av landet, 70 km väster om huvudstaden Priština. Lëbushë ligger 618 meter över havet och antalet invånare är 1 250.
Terrängen runt Lëbushë är varierad. Runt Lëbushë är det ganska tätbefolkat, med 222 invånare per kvadratkilometer. Närmaste större samhälle är Pejë, 10,7 km norr om Lëbushë. Omgivningarna runt Lëbushë är en mosaik av jordbruksmark och naturlig växtlighet.